# Sebastian Scheipers
Sebastian Scheipers (* 1985 in Lörrach) ist ein deutscher Gitarrist, Komponist und Musikproduzent.

## Leben & Wirken
Scheipers wuchs als Sohn einer klassischen Sängerin und eines Musiklehrers in Lörrach auf. Bereits mit 19 Jahren feierte er mit seiner ersten Band Jazzattack erste Erfolge und veröffentlichte das Album „Hausgemacht“.
Nach dem Abitur studierte er Jazzgitarre und Komposition an der Musik-Akademie Basel, der Hochschule für Musik der Fachhochschulen Nordwestschweiz u. a. bei Wolfgang Muthspiel, Hans Feigenwinter, Uli Rennert, Jorge Rossy, Matthieu Michel, Gregor Hilbe, Malcolm Braff, Lester Menezes, Adrian Mears und Larry Grenadier.
Musikalisch und kompositorisch ist und war er in den folgenden Bands und Formationen aktiv:
- Jazzattack (gemeinsam mit Moritz Baumgärtner, Malte Dürrschnabel, Lukas Rabe, Menzel Mutzke und Konstantin Uhrmeister)
- Toni Crash (gemeinsam mit Jan Schwinning, Hagen Neye und Gregor Hilbe)[1]
- Judy Birdland (gemeinsam mit Jan Schwinning, Marco Nenniger und Christa Unternährer)
- [bih'tnik] (gemeinsam mit Peter Stöcklin, Philipp Detterer, Daniel Mudrack und Johannes Dürrschnabel)[2]
- Otto Normal (gemeinsam mit Peter Stöcklin, Anthony Greminger; ehemals auch Philipp Rauenbusch, Lukas Oberascher, Patrick Heil, Jean Hommel,  Emanuel Teschke)[3]
- Pegasus (gemeinsam mit Noah Veraguth, Gabriel Spahni, Stefan Brønner, Christian „Gigi“ Wild)
- Levin (gemeinsam mit Maxime Paratte, Gabriel Spahni, Isai Angst, Simon Lewis, Ruslan Sirota, Rahel Zellweger, Justyna Sromicki, Becca Stevens)
- Okay Flash (gemeinsam mit Jan Schwinning; teilweise: Anna Gosteli)
- Chabezo (gemeinsam mit Peter Stöcklin, Jana Schmid und Konstantin König)[4]
- Frische Luft (gemeinsam mit Peter Stöcklin)
- Moritz Jahn & Band (gemeinsam mit Moritz Jahn, Robert Köhler, Jannis Reiher, Henning von Hertel)[5]

Zusammen mit Peter Stöcklin hat er 2016 in Berlin das Unternehmen Frische Luft Music gegründet, unter dessen Label er Künstler wie Moritz Jahn, Katharina Stark oder Chabezo produziert. Ebenso komponiert und produziert er Musik für Film und Werbung.